# ヘドル・ナッシュ
ヘドル・ナッシュ（Heddle Nash, 1894年6月14日 - 1961年8月14日）は、イギリス出身のテノール歌手。
ロンドンのデトフォードに生まれる。ウェストミンスター寺院の聖歌隊を経てブラックヒース音楽院に入学するも第一次世界大戦が勃発したために軍務につき、戦後音楽院に復学してマリー・ブレマの薫陶を受けた。音楽院に復学した頃から人形劇によるオペラ上演のためにテノール歌手の仕事をこなしていたが、ミラノに留学してジュゼッペ・ボルガッティに声楽を学ぶ。1924年にミラノのカルカーノ劇場でジョアキーノ・ロッシーニの《セビリアの理髪師》の伯爵役でデビューを飾った。1925年からイギリスに戻り、リリアン・ベイリスのプロデュースによるオールド・ヴィック・シアターのオペラ上演に参加して名を上げた。1929年にコヴェントガーデン王立歌劇場にデビューし、1934年からグラインドボーン音楽祭に登場するようになった。第二次世界大戦中はカール・ローザ・オペラ・カンパニーに参加した。
後進の指導にも熱心に当たり、王立音楽大学などで教鞭をとった。
ロンドンにて死去。